# Franco Fagioli
Pour les articles homonymes, voir Fagioli.
Franco Fagioli, né le 4 mai 1981 à San Miguel de Tucumán, est un contreténor argentin.

## Biographie et carrière
Il possède, par ses origines familiales, la double nationalité argentine et espagnole. Il étudie d'abord le piano à l'Institut de Musique de San Miguel de Tucumán et suit bientôt des cours de chant au Colon Instituto Superior de Arte del Teatro de Buenos Aires où, sur les recommandations d'Annelise Skovmand, il se spécialise dans la tessiture de contreténor.
À l'âge de treize ans, il chante pour la première fois sur une scène d'opéra: il est l'un des "Drei Knaben" (trois garçons)  de La Flûte enchantée de Wolfgang Amadeus Mozart
En 1997, il fonde le chœur de San Martin de Porres, une chorale pour les jeunes. Remarqué pour ses capacités de contre ténor, il travaille le chant, avec les professeurs Ricardo Yost et Mercedes Alas  . Sa voix couvre une étendue de trois octaves. En Argentine, il travaille également avec les chefs d'orchestre Stewart Bedford, Juan Manuel Quintana, Sergio Siminovich, Andrés Tolcachir, Susana Frangi, Mario Videla et Pablo González Jasey.
Il remporte le premier prix au Concours fédéral de 2001 du Conseil fédéral d'investissement. En Argentine, il chante au Théâtre Colón, au Teatro Avenida (Buenos Aires Lirica) et à l'Auditorio de Belgrano (Festivales Musicales). En 2003, en Allemagne, à Gütersloh, il remporte le premier prix Neue Stimmen de la fondation Bertelsmann, une première pour un contreténor.
Il entreprend ensuite une importante carrière internationale et se produit à Stuttgart, Salzbourg (sous la direction de Riccardo Muti), Lucerne, Gênes, Zurich, Karlsruhe, Innsbruck (sous la direction de René Jacobs), Göttingen, Essen, Oslo et, en 2005, à Zurich dans Giulio Cesare de Haendel face à la Cléopâtre de Cecilia Bartoli, sous la direction de Marc Minkowski. Il chante aussi sous la direction d'Alessandro De Marchi, Nikolaus Harnoncourt, Alan Curtis, Christophe Rousset, Rinaldo Alessandrini, Michael Hofstetter et Gabriel Garrido. Il enregistre pour Sony BMG et SWR. Il incarne des rôles clés dans les opéras de Haendel, dont Ariodante et Teseo. Il est Néron dans Le Couronnement de Poppée de Claudio Monteverdi, ou encore Arsace dans Aureliano in Palmira, le seul rôle pour castrat jamais composé par Rossini.
En 2009, il remporte le prix du Meilleur chanteur (Homme) de la Fondation Konex. En 2011, il reçoit le Premio Abbiati, prestigieux prix italien, comme Meilleur Chanteur de l'année.
En 2012, il reprend lors du Festival de la vallée d'Itria le rôle d'Arbace créé par Farinelli dans l'Ataserse de Johann Adolph Hasse, mais c'est son interprétation du même rôle, dans l' Artaserse de Leonardo Vinci à l'Opéra de Nancy (voir DVD ci-dessous), qui lui vaut un contrat d'exclusivité avec le label Naïve pour lequel il enregistre en 2013 un CD regroupant des arias destinées au castrat Gaetano Caffarelli . En 2014, Franco Fagioli interprète le rôle de Sesto dans La clemenza di Tito de Mozart; il est le premier interprète masculin du rôle. La même année est publié l'album Il maestro Porpora, et en septembre, Franco Fagioli fait ses débuts au Festival d'Ambronay. Au cours de l'année 2015, il interprète entre autres le rôle-titre dans l'opéra Riccardo Primo de Georg Friedrich Haendel au Festival de Karlsruhe, celui de César dans la version de "Catone in Utica" de Leonardo Vinci montée par Parnassus et réunissant une distribution exclusivement masculine. Il reprend aussi le rôle de Farnaspe, créé par Caffarelli, dans Adriano in Siria de Giovanni Battista Pergolesi. Toujours en 2015, il est le premier contre ténor de l'histoire à signer un contrat avec Deutsche Grammophon, qui publie son interprétation du rôle d'Orphée dans "Orfeo ed Euridice de Christoph Willibald Gluck. Il est l'invité du Festival d'Ambronay lors du concert d'ouverture. 2016 est marquée par ses débuts dans le rôle de Cecilio, de l'opéra Lucio Silla de Mozart à la Philharmonie de Paris, dans celui de Roméo , à Salzbourg puis à Versailles, dans l'opéra Giulietta e Romeo de Zingarelli. Franco Fagioli fait également ses débuts au Festival international d'art lyrique d'Aix-en-Provence, en interprétant le rôle de Piacere dans l'oratorio de Haendel "Il trionfo del tempo e del disinganno". Il débute également à l'Opéra Garnier, dans le rôle-titre de l'opéra de Francesco Cavalli Eliogabalo. Il publie son premier récital chez Deutsche Grammophon, un album d'arias de Rossini habituellement interprétées par des mezzo-sopranos féminins.
En 2017, il fait des débuts remarqués à Madrid, dans un récital consacré à Caffarelli. La même année, il interprète le rôle d' Arsace dans l'opéra de Gioachino Rossini Semiramide ; ce rôle, créé à l'origine par une femme, est pour la première fois interprété dans son intégralité par un homme. La prise de rôle fait suite au disque d'arias de Rossini enregistré pour Deutsche Grammophon. En septembre, il fait ses débuts à La Scala de Milan, dans le rôle d'Andronico, dans le Tamerlano de Georg Friedrich Haendel. En novembre de la même année, il interprète le rôle -titre d'une autre œuvre de Haendel , l'opéra "Serse ", à l'Opéra royal de Versailles.
En 2018, il publie chez Deutsche Grammophon un récital consacré à Haendel, dans lequel figurent des airs qui ont compté dans sa carrière d'artiste et sont également représentatifs de la carrière du compositeur, en tant qu'auteur d'opéras. Il publie également une version remarquée du Nisi Dominus de Vivaldi sous la direction de Diego Fasolis, pour lequel il enregistre aussi le Gloria, du même Vivaldi, aux côtés de Julia Lezhneva. Sur scène, il reprend à Karlsruhe le rôle de Cecilio dans le Lucio Silla de Mozart, puis à Hambourg celui de Ruggiero dans Alcina de Haendel. La fin de l'année est centrée sur la tournée consacrée au Serse de Haendel, présenté en version concert, et publié en version intégrale de trois CD chez Deutsche Grammophon. Franco Fagioli donne également une série de récitals au Japon.
L'artiste interprète à nouveau Serse au festival de Karlsruhe en février 2019, dans une mise en scène de son collègue Max Emanuel Cencic .Du printemps à l'automne de la même année, il incarne Néron dans l'opéra de Haendel  Agrippina , dans une version concert, puis dans des versions mises en scène par Barrie Kosky. Toujours en 2019, il reçoit le second Premio Konex de sa carrière, alors que dans un même temps, l'album Serse se voit attribuer le tout premier Premio Abbiati del Disco. En janvier 2020, il chante le rôle titre de Gismondo, re di Polonia, de Rossini, au festival Opera Rara de Cracovie. Il participe ensuite à la re-création de Achille in Sciro (en) de Francesco Corselli , proposé conjointement par le Teatro Real de Madrid et la Complutense, œuvre dans laquelle il doit tenir le rôle-titre d'Achille. La crise sanitaire du coronavirus Covid-19 met toutefois fin au projet.
En mai 2020 paraît chez Deutsche Grammophon l'album Veni vidi Vinci , consacré à Leonardo Vinci , sur lequel figurent des airs enregistrés en première mondiale.
En septembre 2020, il  participe à la première édition du Bayreuth Baroque Festival, dirigé par Max Emanuel Cencic. Il interprète le rôle d'Adalgiso dans l'opéra Carlo il Calvo de Nicola Porpora. Il retourne à l'Opéra des Margraves dans le cadre de ce festival pour interpréter Poro  dans Alessandro nell'Indie de Leonardo Vinci, oeuvre qui n'avait jamais été donnée sur scène depuis sa création en 1730.
En 2021, il interprète le rôle d'Oreste dans l'opéra éponyme de Haendel.
Il enregistre à l'Opéra Royal de Versailles une version concert de Giulietta e Romeo de Niccolò Antonio Zingarelli.
En 2022, Franco Fagioli interprète le rôle de Ruggiero dans l'opéra Alcina de Haendel à l'opéra de Lausanne.  Il incarne le rôle titre d'Ariodante lors d'une tournée avec l'ensemble Il Pomo d'Oro, qui passe par Barcelone, Palau de la Musica et Paris, Théâtre des Champs Elysées. Il donne  également la version moderne du rôle de Poro dans l'opéra "Alessandro nell'Indie " de Vinci, recréé à l'automne au festival Bayreuth Baroque.
En décembre 2022, Franco Fagioli renoue avec son travail de chef d'orchestre et de choeur, en dirigeant Le Messie de Haendel, à Barcelone et à Versailles .

## Discographie

### CD

#### Récitals
- Handel & Mozart Opera Arias, Franco Fagioli, Alexandra Zabala, Orchestra Filarmonica Marchigiana, Gustav Kuhn, (Arte Nova), 2004
- Franco Fagioli. Canzone e Cantate, (Carus-Verlag/SWR), 2010
- Arias for Caffarelli : Vinci, Leo, Hasse, Pergolesi. Il pomo d'oro, Riccardo Minasi, (Naïve Records), 2013
- Franco Fagioli. Il maestro Porpora, Arias, (Naïve Records), 2014
- Franco Fagioli: Rossini (Deutsche Grammophon), 2016
- Franco Fagioli: "Handel Arias" (Deutsche Grammophon), 2018
- Franco Fagioli : "Veni, Vidi, Vinci" (Deutsche Grammophon), 2020
- Franco Fagioli : "Anime Immortali" (Pentatone, 2023 )

#### Opéra
- Christoph Willibald Gluck : Ezio (Oehms Classics/SWR), 2009
- George Frideric Handel : Teseo HWV 9 (Carus-Verlag/SWR), 2009
- George Frideric Handel : Berenice (EMI/Virgin Classics), 2010
- Georg Friedrich Haendel, Germanico  Ottaviano Tenerani (Sony/Deutsche Harmonia Mundi) 2011
- Leonardo Vinci : Artaserse, Virgin (Classics/EMI), 2012
- Johann Adolph Hasse: Siroe (Decca), 2014
- Leonardo Vinci : Catone in Utica (Decca), 2015
- Christoph Willibald Gluck: Orfeo ed Euridice (Deutsche Grammophon), 2015
- Georg Friedrich Haendel: Rodelinda (Dynamic / Festival della Valle d'Itria - captation du spectacle de 2011) 2015
- Johann Adolph Hasse: Artaserse (Dynamic / Festival della Valle d'Itria - captation du spectacle de 2012) 2015
- Giovanni Battista Pergolesi: Adriano in Siria (Decca), 2016
- Georg Friedrich Haendel : Serse (Deutsche Grammophon)

2018
- Georg Friedrich Haendel : "Agrippina" (Decca)
- Niccolò Antonio Zingarelli :"Giulietta e Romeo" (Château de Versailles Spectacles ), 2021
- Autres
  - Agostino Steffani: Stabat Mater (Decca) 2013
  - Antonio Caldara: La concordia de' pianeti (Archiv) 2014
  - Antonio Vivaldi: Gloria (Decca) 2018

### DVD
- Rossini : Aureliano in Palmira, (Bongiovanni), 2012
- Leonardo Vinci: Artaserse, Virgin (Classics/EMI), 2013
- Johann Adolph Hasse: Artaserse (Dynamic / Festival della Valle d'Itria - captation du spectacle de 2012) 2015
- Georg Friedrich Haendel, Il trionfo del tempo e del disinganno (Erato, captation du spectacle donné lors du Festival d'Aix en Provence 2016)